# De verloofden
De verloofden of Het echtpaar Sisley (Frans: Les fiancés of Le ménage Sisley) is een schilderij van Pierre-Auguste Renoir uit ongeveer 1868. De titel is misleidend, omdat Alfred Sisley waarschijnlijk niet is afgebeeld met zijn vriendin Eugénie Lescouezec, maar met Lise Tréhot, de vriendin en het vaste model van Renoir. Het werk maakt sinds 1912 deel uit van de collectie van het Wallraf-Richartz-Museum in Keulen.

## Voorstelling
Renoir en Sisley leerden elkaar waarschijnlijk kennen in 1864 in het atelier van Charles Gleyre, hun leermeester, en bleven daarna bevriend. Renoir zou zijn portret enige malen schilderen, vermoedelijk ook in de zomer van 1868. Een brief aan Frédéric Bazille uit de herfst van 1869 biedt belangrijke informatie over de identiteit van de vrouw aan de zijde van Sisley. Daarin schrijft Renoir: "Ik heb Lise en Sisley tentoongesteld bij Carpentier. Ik probeer er 100 frank voor los te peuteren bij hem en mijn Vrouw in het wit bied ik op een veiling aan. Ik zal nemen wat ik ervoor krijg - het maakt niet uit." Het schilderij van Lise en Sisley heeft waarschijnlijk betrekking op De verloofden, terwijl Vrouw in het wit vermoedelijk slaat op Lise met parasol, een portret dat op de salon van 1868 hoge ogen had gegooid, maar onverkocht bleef.
Op De verloofden gaat Sisley, die op dat moment nog een bemiddeld man was, onberispelijk gekleed in een sober, zwart kostuum met grijze broek, waartegen de pracht van de rood-goud gestreepte, zijden jurk van Lise goed tot zijn recht komt. In haar oor draagt ze de oorbel die ook te zien was op Lise met parasol. Sisley biedt Lise zijn arm, die zij liefdevol aanneemt. Deze pose maakt een wat gekunstelde indruk, wat waarschijnlijk te wijten is aan het feit dat het tafereel door Renoir in zijn atelier geënsceneerd is. Het verschil in belichting tussen de achtergrond en het paar zelf is daar een verdere aanwijzing voor. Deze achtergrond, die een park of tuin in de zon voorstelt, is impressionistisch geschilderd, terwijl beide modellen, trouw aan de traditie van het realisme, zorgvuldig zijn weergegeven.
De verloofden vertoont overeenkomsten met 's Zomers, een ander portret van Lise Thréhot dat Renoir in de zomer van 1868 schilderde. Het laat dezelfde tegenstelling tussen voor- en achtergrond zien en hetzelfde gestreepte patroon in de kleding.

## Herkomst
Over de verblijfplaats van dit schilderij in de eerste decennia na zijn ontstaan is weinig bekend.
- 1906: De kunsthandel Bernheim-Jeune in Parijs koopt het werk van de Duitse kunsthandelaar Paul Cassirer
- 19 juni 1906: verkocht aan Alexandre Berthier, 4e prins van Wagram (1883-1918), zoon van een lid van de bankiersfamilie Rothschild, in Parijs voor 22.500 frank.
- 1912: voor 10.643 mark aangekocht voor het Wallraf-Richartz-Museum.

## Afbeeldingen

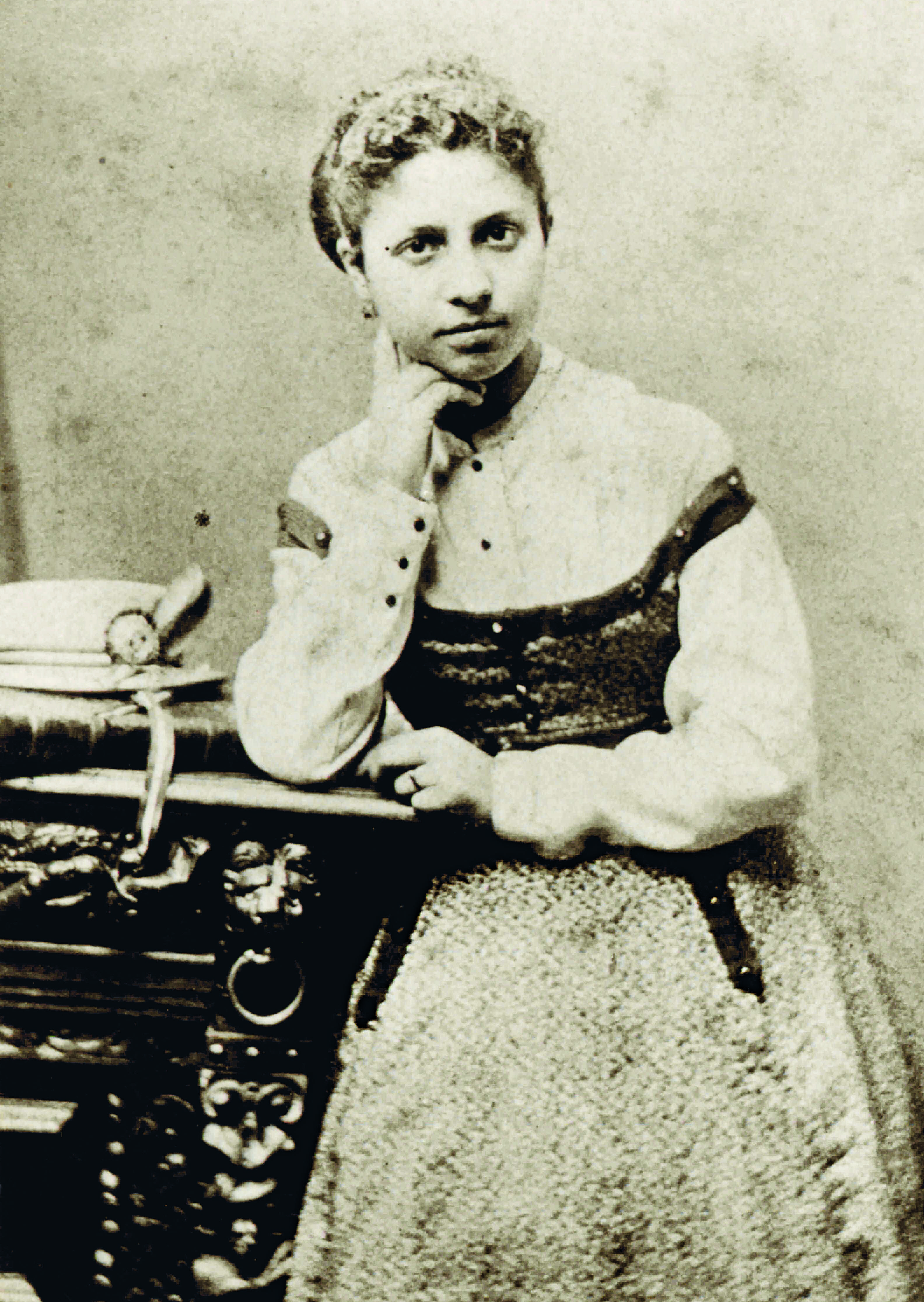
Lise Tréhot, foto uit 1864
Lise met parasol (1867)
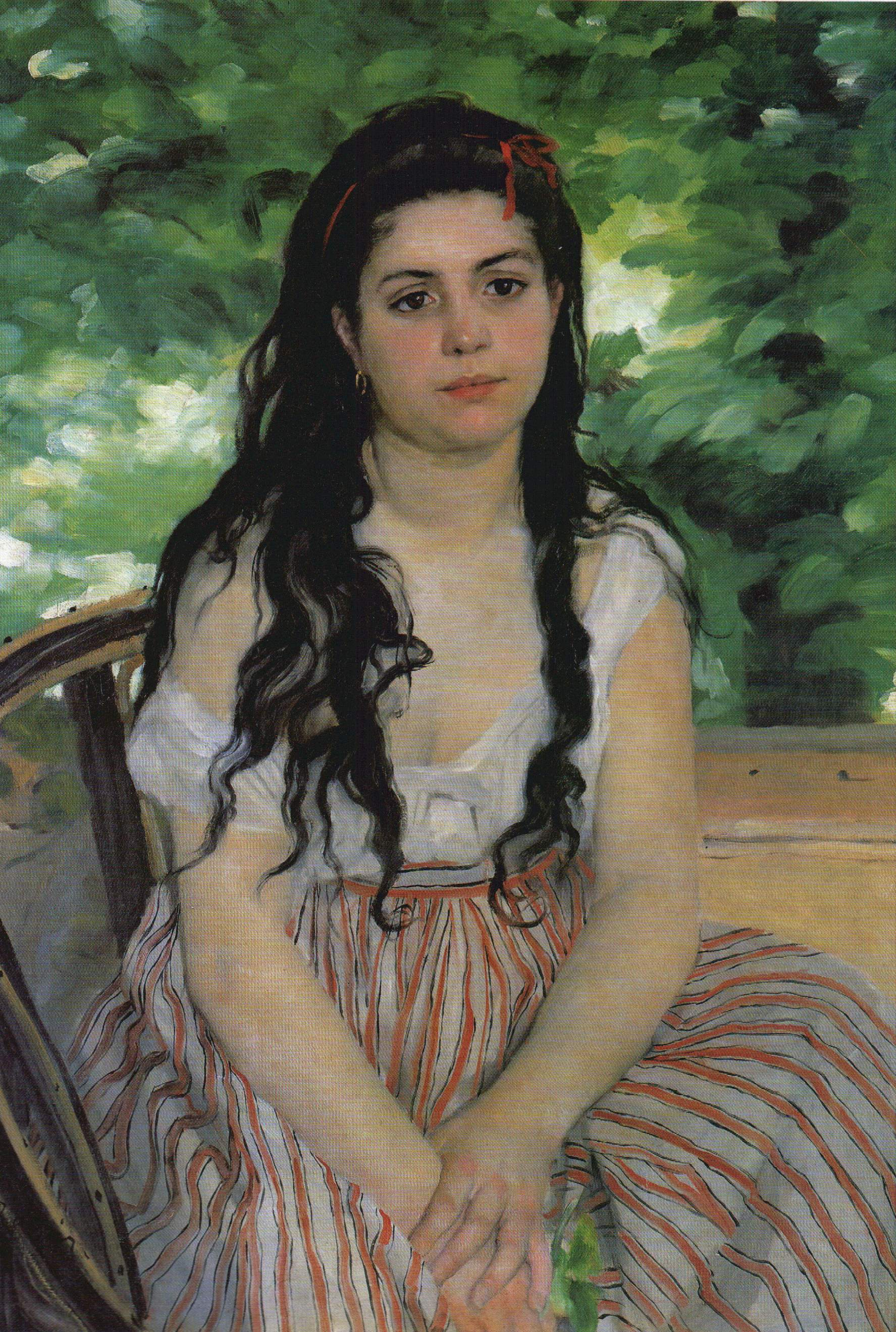
's Zomers (De bohémienne) (1868)